# Annika Wallenskog
Annika Wallenskog, född 23 juli 1959 i Falun, är en  sedan september 2016 chefsekonom på Sveriges Kommuner och Regioner (SKR).

## Karriär
Wallenskog har examen från Uppsala universitet med inriktning mot nationalekonomi.
Hon har arbetat som kommundirektör i Vallentuna kommun och skriver krönikor och bloggar, bland annat Ekonomibloggen på SKR. Hon har också arbetat som ekonomidirektör i Nacka kommun och i Landstinget i Uppsala län, ekonomichef i landstinget Västmanland samt som administrativ direktör på Stockholm Globe Arena.
2014–2015 ledde hon en utredning på Finansdepartementet om hur staten ska kunna följa kommunernas och landstingens ekonomi. Hon har deltagit i referensgrupp förbland annat Finansdepartementets långtidsutredning, Konjunkturinstitutets hållbarhetsutredningar och Välfärdskommissionen. Wallenskog är expert i utredningen för ökade förutsättningar för hållbara investeringsprojekt i framtidens hälso- och sjukvården och var expert i den Kostnadsutjämningskommitté som presenterade sitt slutbetänkande 2018.

## Utmärkelser
2017 tilldelades hon utmärkelsen Årets kommunalekonom ”för sin enastående förmåga att lyfta fram de ekonomiska förutsättningarna för kommunsektorn och göra lättförståeliga analyser ur både makro- och mikroperspektiv”.
2020 tilldelades Wallenskog utmärkelsen Axelpriset genom att "i sin gärning starkt bidragit till att förtroendevalda och tjänstemän utvecklat förmågan att orientera sig i komplicerade ekonomiska sammanhang", vilket haft stor betydelse för kvaliteten i beslutsunderlagen i viktiga ekonomiska vägvalsfrågor. 